# Evangelische Kirche (Hottenstein)

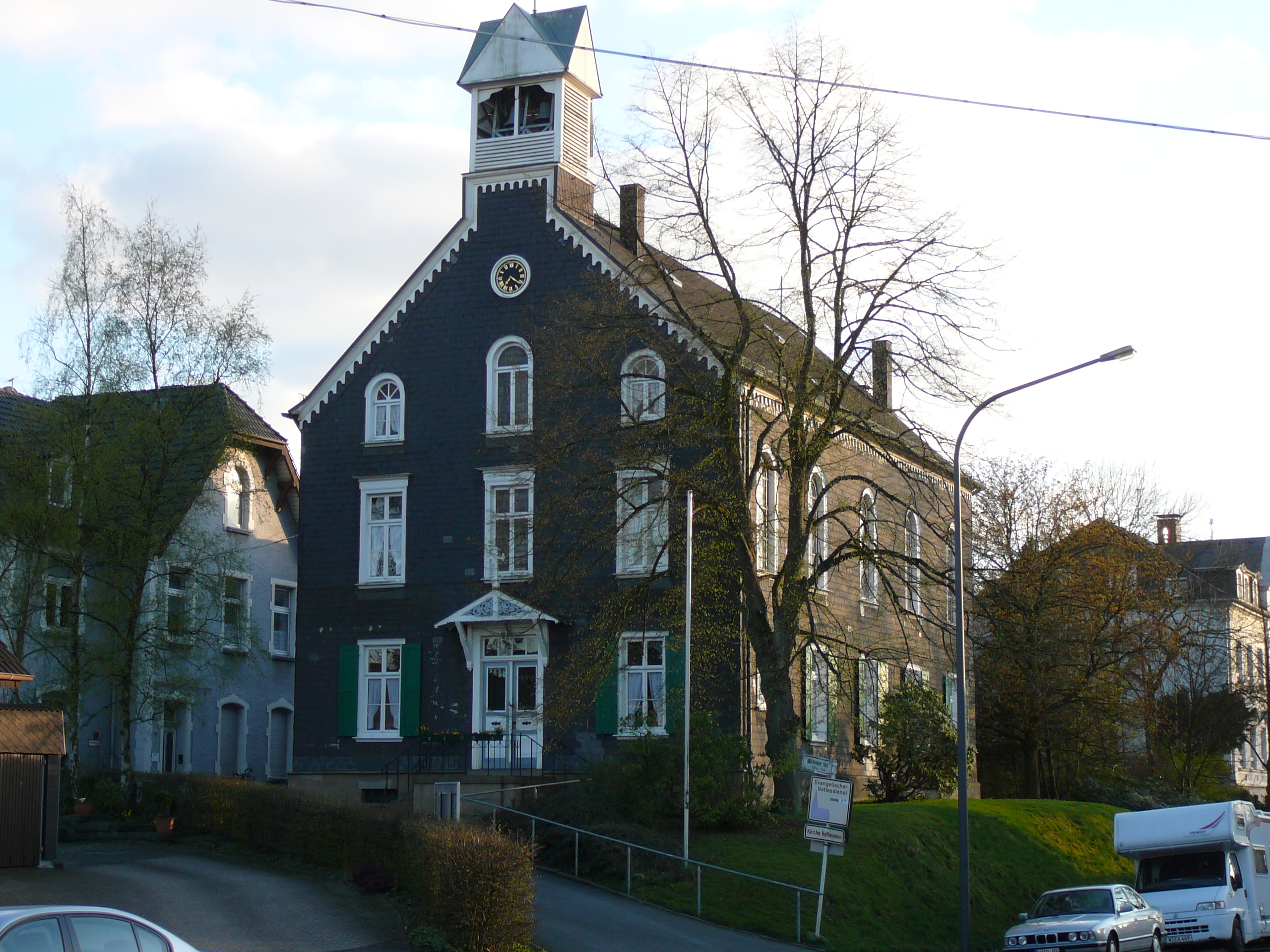
Kirche Hottenstein

Die Kirche Hottenstein im Wuppertaler Stadtbezirk Oberbarmen ist das 1879 eingeweihte, ursprünglich lutherische Gotteshaus der Bauerschaft von Nächstebreck und der Bevölkerung der städtischen Besiedlung des Bergrückens am Hottenstein. Neben der Erlöserkirche ist sie die zweite Predigtstätte der Evangelischen Kirchengemeinde Wichlinghausen-Nächstebreck im Kirchenkreis Wuppertal der Evangelischen Kirche im Rheinland.

## Geschichte
Wie auch das östliche Barmen gehörte das Gebiet von Nächstebreck nach der Reformation kirchenrechtlich zum lutherischen Kirchspiel Schwelm. Die lutherischen Gemeinden in Wichlinghausen und Wupperfeld lösten sich 1744 von der Schwelmer Muttergemeinde. Das in dieser Zeit noch dünn besiedelte Nächstebreck verblieb bei Schwelm. Im Zuge der Industrialisierung wuchs entlang der Kohlenstraße von Witten nach Barmen die Bevölkerung stark an. Vom Ende des 18. Jahrhunderts an wurden im Schulhaus am Hottenstein erste Gottesdienste abgehalten, 1851 wurde die Gemeinde Nächstebreck als Filialgemeinde von Schwelm ausgerufen, 1875 ein eigener Hilfsprediger aus Schwelm für diese Gemeinde abgestellt und schließlich 1877 die Errichtungsurkunde zu einer selbständigen Gemeinde ausgestellt. Die ersten Gottesdienste der neuen Gemeinde wurden in einem Privathaus abgehalten, gleichzeitig betrieb das neu gewählte Presbyterium eilig den Bau einer Kirche: Noch 1877 wurde der Bauplatz erworben und der Architekt Heinrich Bramesfeld mit der Planung beauftragt. Dank der einfachen Holzkonstruktion und günstigem Wetter wurde der rund 32.000 Goldmark teure Bau in der Zeit von Mai bis Dezember errichtet und am 17. Dezember des Jahres feierlich eingeweiht.

## Architektur
Das Gebäude ist eine hölzerne Fachwerkkonstruktion mit einem einfachen Satteldach, einem schlichten, den Giebel der Nordostfassade krönenden Glockentürmchen und einem rechteckigen Choranbau im Südwesten. Die nordöstlich liegende Eingangsfassade ist in drei Achsen gegliedert; eine zweiflügelige Eingangstür, deren Holzrahmen wie auch die aller Fenster der Kirche weiß gestrichen sind, erschließt das Erdgeschoss und den Kirchraum. Das Gebäude ist außen vollständig verschiefert; die Fenster des Erdgeschosses sind mit nach der Tradition im Bergischen Land grün gestrichenen Fensterläden versehen.

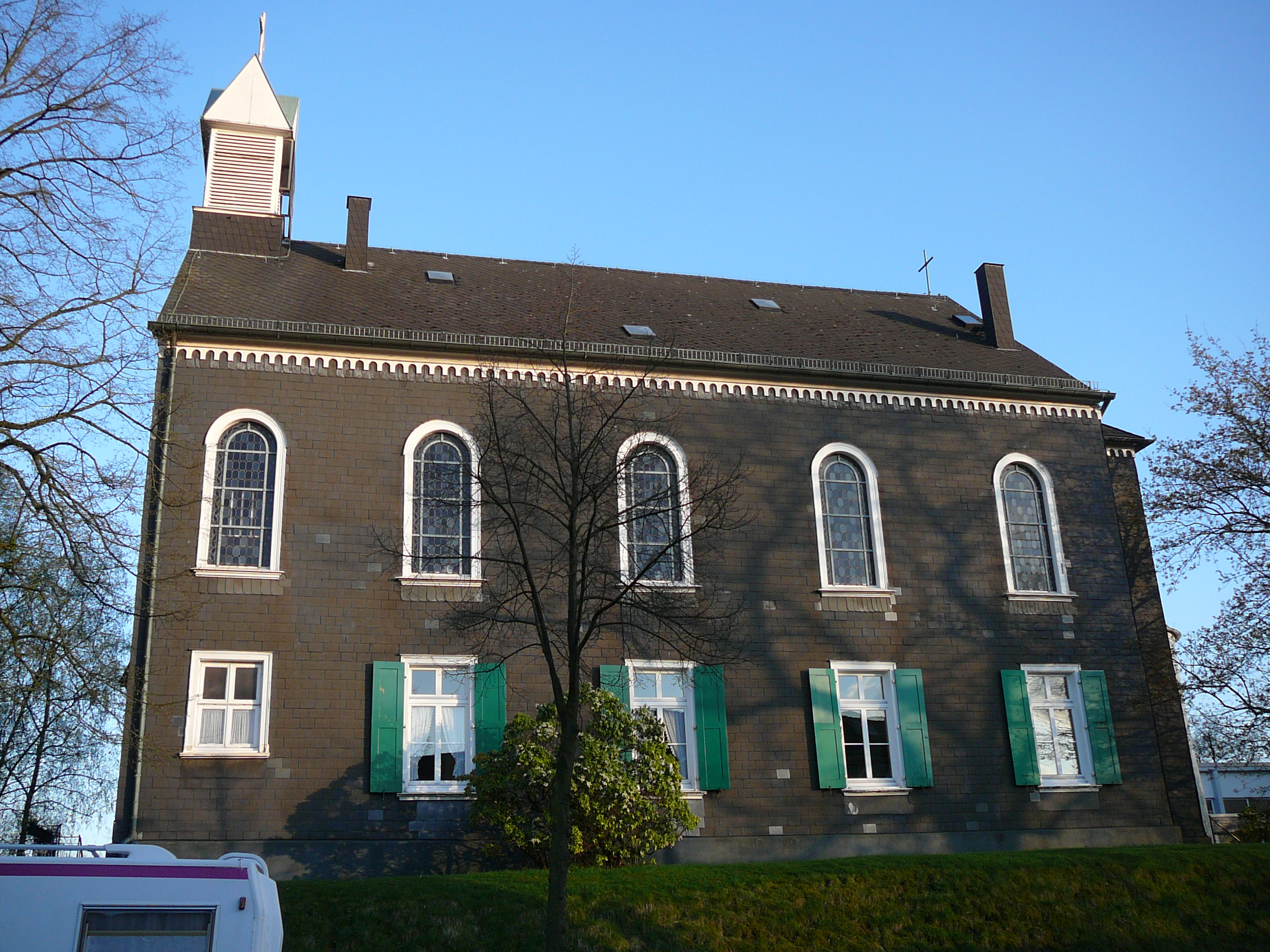
Kirche Hottenstein

Im Erdgeschoss war ursprünglich eine Pfarrwohnung und ein Raum für den Konfirmandenunterricht, im Obergeschoss befindet sich der 259 Personen fassende Kirchsaal. Dieser ist durch hölzerne Stützen in drei Schiffe und längs vier Joche mit Rundbogenfenstern gegliedert. Das mittlere Schiff ist höher als die Seitenschiffe und folgt damit (ohne Obergaden) dem Raumkonzept einer Basilika – die Decken sind in das Satteldach mit der damals neuen Rabitztechnik eingezogen. Da der Bau von außen jedoch dem Basilika-Aufriss nicht folgt, spricht man von einer Pseudobasilika. Der Apsisraum ist im Innern als Dreiachtelchor ausgeführt, vor einem weiteren Rundbogenfenster befindet sich der Altar, die achteckige hölzerne Kanzel ist an der rechten Ecke des Triumphbogens angebracht. An der Eingangsfassade befindet sich eine Orgelempore. Die Ausstattung, darunter das in drei Teile gegliederte hölzerne Gestühl aus der Erbauungszeit, ist vollständig erhalten. Die heutige Bemalung der hölzernen Ausstattung in den Farben Hellblau, Grau, Rostrot und Gold stammt aus einer Restaurierung der Jahre 1965/66, während deren auch die heutigen Bleiglasfenster eingesetzt wurden.
In seiner schlichten Ausführung folgt der Bau typischen Elementen der bergischen Landarchitektur. Pläne der Gemeinde von 1909, das als zu einfach empfundene Gotteshaus durch eine 800 Plätze fassende Steinkirche zu ersetzen, wurden durch den Ersten Weltkrieg verhindert, ein weiterer Versuch der späteren 1930er Jahre scheiterte an der Währungsreform 1948. Der Anbau einer steinernen Sakristei von 1953 an der südlichen Gebäudeecke ist das einzige Relikt solcher Planungen. Die Kirche des 1922 nach Barmen eingemeindeten und mit ihm 1929 in Wuppertal aufgegangenen Nächstebreck gehört seit 2003 zusammen mit Wichlinghauser und Erlöserkirche zur unierten Kirchgemeinde Wichlinghausen-Nächstebreck. Wegen ihrer „guten Qualität der Architektur und des Dekors“, die das Gebäude „zu einem seltenen Beispiel des Bergischen Kirchenbaus“ macht, wurde die Kirche 1989 unter Denkmalschutz gestellt.